# Frauenhof (Konradsreuth)
Frauenhof ist ein Gemeindeteil der Gemeinde Konradsreuth im Landkreis Hof (Oberfranken, Bayern). Frauenhof liegt in der Gemarkung Konradsreuth.

## Geografie
Nordöstlich des Weilers fließt ein namenloser linker Zufluss der Ölsnitz, der ein Kette von Weihern speist. Ein Anliegerweg führt 200 Meter westlich nach Konradsreuth zur Kreisstraße HO 37.

## Geschichte
Von 1797 bis 1810 unterstand Frauenhof dem Justiz- und Kammeramt Hof. Infolge des Ersten Gemeindeedikts wurde Frauenhof dem 1812 gebildeten Steuerdistrikt Konradsreuth und der zugleich entstandenen Ruralgemeinde Konradsreuth zugewiesen.

### Einwohnerentwicklung
| Jahr      | 1819  | 1861  | 1871  | 1885   | 1900   | 1925   | 1950   | 1961   | 1970   | 1987  |
| Einwohner | *     | 17    | 15    | 12     | 9      | 13     | 11     | 18     | 18     | 17    |
| Häuser    |       |       |       | 2      | 2      | 2      | 2      | 3      |        | 3     |
| Quelle    | [ 5 ] | [ 8 ] | [ 9 ] | [ 10 ] | [ 11 ] | [ 12 ] | [ 13 ] | [ 14 ] | [ 15 ] | [ 1 ] |

## Religion
Frauenhof ist evangelisch-lutherisch geprägt und bis heute nach Konradsreuth gepfarrt.